# Hewitsonia kirbii
Hewitsonia kirbii är en fjärilsart som beskrevs av Herman Dewitz 1879. Hewitsonia kirbii ingår i släktet Hewitsonia och familjen juvelvingar. Inga underarter finns listade i Catalogue of Life.